# مانو خليل
مانو خليل مخرج سينمائي كردي سوري من مواليد عام 1964. ويحمل الجنسية السويسرية.

## حياته
بدأ بدراسة التاريخ والحقوق في جامعة دمشق من 1981 ولغاية 1985 وفي عام 1986 انتقل إلى تشيكوسلوفاكيا ودرس الإخراج بتركيز على الأفلام الروائية السينمائية ليتخرج عام 1993 بدرجة امتياز ويحصل على رسالة الماجستير في الإخراج السينمائي والتلفزيوني. عمل في التلفزيون التشيكوسلوفاكي كمخرج، حتى تم تقسيم تشيكوسلوفاكيا، واستمر بعد التقسيم في العمل في التلفزيون السلوفاكي. ما بين العامين 1990 ـ 1996. شارك في العديد من الأعمال الدرامية التلفزيونية وكممثل سينمائي. منذ استقراره في سويسرا عام 1996 وحتى اليوم صور أكثر من ألف تقرير تلفزيوني أو فيلم إعلاني. كان يقوم بإخراج برنامج في التلفزيون السويسري لمدة خمس سنوات يدعى بارتي بيوبل ويشارك في تصوير واعداد برامج أخرى عديده قبل أن يتفرغ حصريا للعمل السينمائي كمنتج ومخرج ومدير تصوير مستقل لأفلام وثائقيه وروائية.
أخرج حتى الآن 14 فيلماً، كان آخرها فيلمي الأنفال (2005) ودايفيد توليهلدان (2006) فيلم زنزانتي بيتي. فيلم سينمائي دوكودراما من إنتاج التلفزيون السويسري وقناة 3 سات الألمانية تحت عنوان "جنان عدن، قصص من حدائق سويسرا"  ويعمل حالياً على فيلم روائي جديد تحت عنوان السنونوة مزمع الانتهاء منه في نهاية عام 2012. وفيلم دوكودراما تحت عنوان طعم العسل.
تتعرض أفلام مانو خليل للرقابة، ومن أشهر حالات المنع التي تعرضت لها أعماله منع عرض فيلم دايفيد توليهلدان قبل ساعات فقط من موعد العرض بعد تدخل من الحكومة التركية. كما نجح التدخل التركي أخيرا في سنغافورة عندما استطاع ممثلو تركيا إقناع السلطات هناك بإلغاء عرض أحد أفلامه.

## مسيرته الفنية
من افلامه القصيرة:
- 1988 ـ أخ دنيا، فيلم رائي قصير 16 مم 20 دقيقه.
- 1989 ـ ألمي وأملي، فيلم روائي قصير، 16 مم 20 دقيقة.
- 1990 ـ السفارة: فيلم روائي قصير 16 مم 22 دقيقة.
- 1991 ـ الاب، فيلم روائي قصير، 21 دقيقه 35 مم.

أفلام سينما وتلفزيون:
- 1991 ـ يا إلهي، فيلم وثائقي 22 دقيقه 16 مم، من إنتاج التلفزيون التشيكوسلوفاكي.
- 1992 ـ هناك حيث ينام الله، فيلم وثائقي 30 دقيقه 16 مم¸من إنتاج التلفزيون التشيكوسلوفاكي، والمخرج مانو خليل.
- 1994 ـ السينما عين ـ فيلم وثائقي،22 دقيقه 16 مم ¸ من إنتاج التلفزيون السلوفاكي.
- 1998 ـ انتصار الحديد[وصلة مكسورة] ـ فيلم وثائقي، روائي مختلط 31 دقيقه، بيتاكام، إنتاج، كاميرا وإخراج مانو خليل.
- 2003 ـ أحلام ملونة [وصلة مكسورة] ـ فيلم روائي طويل 60 دقيقه للتلفزيون السويسري، إنتاج وإخراج مانو خليل.
- 2006 ـ الانفال، بسم الله والبعث وصدام[وصلة مكسورة] ـ فيلم وثائقي طويل، إنتاج التلفزيون السويسري، كاميرا وإخراج مانو خليل.
- 2006/2007 ـ دافيد تولهيلدان فيلم وثائقي طويل، ديجيتال بيتاكام، إنتاج مشترك للتلفزيون السويسري، اللغات الفرنسي، الألماني والإيطالي وإخراج مانو خليل.
- 2009 زنزانتي، بيتي ،  فيلم وثائقي من إنتاج وإخراج مانو خليل
- 2009"جنائن عدن، قصص من حدائق سويسرا فيلم سينمائي من إنتاج التلفزيون السويسري وقناة 3 سات الألمانية.
- 2011"طعم العسل [10] سينمائي دوكودراما، 90 دقيقة من إنتاج التلفزيون السويسري، وتلفزيون ارتي إنتاج واخراج مانو خليل
- 2016"السنونوة [11] سينمائي روائي، 102 دقيقة من إنتاج التلفزيون السويسري، وتلفزيون ارتي إنتاج واخراج مانو خليل
- 2018"حافظ ومارا، فيلم وثائقي 88 دقيقه، من إنتاج التلفزيون السويسري وشركه فرام فيلم. التمويل سويسرا.
- 2021"جيران[12]، فيلم روائي 124 دقيقه، من إنتاج سويسرا. تمويل التلفزيون السويسري وقناة ارتي وشركه فرام فيلم.التمويل سويسرا.

## جوائز
جوائز:
- 1988 ـ جائزة المشاهدين الشباب لافلام الطلبة في تشيكوسلوفاكيا السابقة
- 1993 ـ الجائزة الأولي لفيلم "هناك حيث ينام الله" في مهرجان أوغسبرغ الألماني.
- 1994 ـ منحة دراسية لعام 1994 من شركة مرسيدس بينز الألمانية لفيلم "هناك حيث ينام الله".
- 1999 ـ جائزة البنك السويسري الاتحادي لفيلم " انتصار الحديد" في مهرجان سولوتورن السويسري
- 2000 ـ اختيار فيلم [http://انتصارالحديد%22[13] فيلم روائي من إنتاج واخراج مانو خليل، تمويل سويسرا وشركة فرام فيلم السينمائيه في
- 2010 انتصار الحديد" [14]"][8]" كواحد من أفضل خمسة أفلام قصيرة لعام 2001 في سويسرا
- 2001 ـ جائزة اتحاد الكتاب السويسريين لسيناريو "كالا" كأفضل سيناريو في مهرجان لوكارنو السينمائي.
- 2003 ـ جائزة أفضل موسيقى تصويريه لفيلم " أحلام ملونة" في العاصمة السويسريه بيرن.
- 2010 ـ جائزة بيرن للسينما عن فيلم جنان عدن
- 2011 ـ ترشيح فيلم جنان عدن كأفضل فيلم سويسري لجائزة سويسرا السينمائية الوطنية كوارتز 2011 [15]*
- 2011 ـ [16] جائزة لجنة التحكيم الخاصة لفيلم الانفال، شظايا من الحياة والموت في مهرجان الخليج السينمائي في دبي
- 2011 ـ جائزة اللؤلؤه [17] السينمائية السويسرية كأفضل فيلم وثائقي في سويسرا للعام 2010 ـ2011 في مهرجان لوكارنو السينمائي
- 2011 ـ ميدالية الملكة بيرثا[18] (Königin Bertha Medaille) للعام 2011 [19]
- 2012 ـ جائزة الاعلام الأوروبي سيفيس في بروكسل 2012[20]
- 2013 ـ جائزة السينما السويسريه في مهرجان سولوثورن السينمائي [21]
- 2013 ـ الجائزة الاولي لقسم الافلام الالمانيه في مهرجان ميونيخ السينمائي 2013 [22]
- 2013 ـ الجائزة الاولي في مهرجان دهوك السينمائي [23]
- 2013 ـ الجائزة الفضيه في مهرجان لسينيا الإيطالي السينمائي [24]
- 2014 ـ الجائزة الاولي في مهرجان بوتزن السينمائي [25]
- 2014 ـ الجائزة الفضيه في مهرجان بوزجادا السينمائي التركي [26]
- 2021 جائزة نقاد سان فرانسيسكو السينمائية 2021 لأفضل فيلم – الولايات المتحدة الأمريكية
- 2021 SCORE جائزة برنارد ويكي الثانية – جائزة الجمهور – مهرجان إمدن السينمائي 2021 – ألمانيا[27]
- 2021 جائزة برنر السينمائية – أفضل فيلم روائي 2021 – سويسرا
- 2021 أفضل فيلم – مهرجان جانجنونج السينمائي 2021 – كوريا الجنوبية
- 2021 أفضل فيلم – جائزة SIGNIS السينمائية – مهرجان الأفلام الدينية اليوم 2021 – إيطاليا
- 2021 جائزة أفضل فيلم – مهرجان سينألما السينمائي 2021 – فرنسا
- 2021 جائزة أفضل فيلم – مهرجان تيرني السينمائي 2021 – إيطاليا
- 2021 مهرجان وارسو اليهودي للأفلام – تنويه خاص من لجنة التحكيم 2021 – بولندا
- 2021 جائزة Utopia – مهرجان كاستليناريا السينمائي الدولي 2021 – سويسرا
- 2021 جائزة أفضل سيناريو – مهرجان البحر الأحمر السينمائي الدولي 2021 – السعودية
- 2021 جائزة "القيم الإنسانية" لأفضل فيلم من البرلمان اليوناني – مهرجان أولمبيا السينمائي الدولي 2021 – اليونان لفيلم جيران
- 2021 جائزة "القيم الأوروبية" لأفضل فيلم من البرلمان الأوروبي – مهرجان أولمبيا السينمائي الدولي 2021 – اليونان لفيلم جيران
- 2021 جائزة Angel لأفضل فيلم وجائزة النقاد – مهرجان تيرني السينمائي 2021 – إيطاليا لفيلم جيران
- 2021 جائزة الجمهور – مهرجان بوسطن اليهودي السينمائي – الولايات المتحدة الأمريكية لفيلم جيران
- 2021 جائزة الجمهور لأفضل فيلم روائي في مهرجان سبوكين الثقافي للأفلام اليهودية – واشنطن 2022 – الولايات المتحدة الأمريكية لفيلم جيران
- 2022“الجائزة الكبرى” لأفضل فيلم مستقبلي – مهرجان مونز السينمائي الدولي لفيلم جيران
- 2022 جائزة الجمهور – مهرجان مونز السينمائي الدولي لفيلم جيران 2022
- 2022 أفضل فيلم – مهرجان مي وورد ميلانو السينمائي الدولي لفيلم جيران 2022
- 2022 جائزة الجمهور – مهرجان مي وورد ميلانو السينمائي الدولي لفيلم جيران 2022
- 2022 جائزة ليو – مهرجان فنون الأفلام مكلنبورغ-فوربومرن لفيلم "جيران" 2022
- 2022 جائزة لجنة المعلمين – مهرجان مي وورد ميلانو السينمائي الدولي لفيلم جيران 2022
- 2022 أفضل فيلم – مهرجان هوليوود العربي السينمائي لفيلم جيران
- 2022 أفضل ممثل – مهرجان هوليوود العربي السينمائي لفيلم جيران
- 2022 جائزة أفضل فيلم – المهرجان الدولي الثاني للأفلام للأطفال والشباب “هيرو” – كراسنويارسك، روسيا لفيلم جيران
- 2022 جائزة Südwind 2022 من لجنة الشباب – مهرجان إنسبروك السينمائي – النمسا لفيلم جيران
- 2022 أفضل فيلم – مهرجان أمكورتي السينمائي الدولي – إيطاليا لفيلم جيران 2022
- 2022 أفضل سيناريو – مهرجان أمكورتي السينمائي الدولي – إيطاليا لفيلم جيران 2022
- 2022 جائزة أفضل ممثل "سرحد خليل" لدور "سيرو" – مهرجان أمكورتي السينمائي الدولي – إيطاليا لفيلم جيران 2022
- 2022 جائزة أفضل مخرج – مهرجان روتردام العربي الدولي – هولندا لفيلم جيران 2022
- 2022 أفضل مخرج – مهرجان سيول السينمائي الدولي للأطفال – كوريا الجنوبية لفيلم جيران 2022
- 2022 أفضل فيلم – مهرجان تورونتو TJFF – جائزة الجمهور – كندا لفيلم جيران 2022
- 2022 أفضل فيلم – مهرجان موسكو الكردي الدولي السينمائي – روسيا لفيلم جيران 2022
- 2022 أفضل فيلم – مهرجان إماجو السينمائي الدولي – إيطاليا لفيلم جيران 2022
- 2022 أفضل سيناريو – مهرجان إماجو السينمائي الدولي – إيطاليا لفيلم جيران 2022
- 2022 جائزة الجمهور لأفضل فيلم – مهرجان نيو هايمات السينمائي الدولي – النمسا لفيلم جيران 2022
- 2022 جائزة لجنة التحكيم الخاصة لأفضل فيلم روائي – مهرجان نيوني هايمات السينمائي الدولي – النمسا لفيلم جيران 2022
- 2022 جائزة SIGNIS – جائزة لجنة التحكيم الخاصة – مهرجان السينما السياسية الدولي الحادي عشر – بوينس آيرس، الأرجنتين لفيلم جيران 2022
- 2022 تنويه خاص من لجنة التحكيم الدولية – مهرجان السينما السياسية الدولي الحادي عشر – بوينس آيرس، الأرجنتين لفيلم جيران 2022
- 2022 جائزة ليو لأفضل فيلم – مهرجان الفنون السينمائية شفيرين – ألمانيا لفيلم جيران 2022
- 2022 أفضل فيلم – مهرجان إيماغن إنديا السينمائي الدولي 2022 – مدريد، إسبانيا لفيلم جيران
- 2022 أفضل سيناريو – مهرجان إيماغن إنديا السينمائي الدولي 2022 – مدريد، إسبانيا لفيلم جيران
- 2022 أفضل مونتاج – مهرجان إيماغن إنديا السينمائي الدولي 2022 – مدريد، إسبانيا لفيلم جيران
- 2022 أفضل موسيقى – مهرجان إيماغن إنديا السينمائي الدولي 2022 – مدريد، إسبانيا لفيلم جيران
- 2022 أفضل ممثل طفل – مهرجان إيماغن إنديا السينمائي الدولي 2022 – مدريد، إسبانيا لفيلم جيران
- 2022 جائزة لجنة الشباب لأفضل فيلم – مهرجان فاماك السينمائي العربي الدولي – ميتز، فرنسا لفيلم جيران 2022
- 2022 جائزة لجنة التحكيم لأفضل فيلم – مهرجان META السينمائي – دبي، الإمارات العربية المتحدة لفيلم جيران 2022
- 2022 جائزة لجنة الشباب لأفضل فيلم – مهرجان هونغ كونغ آسيا السينمائي لفيلم جيران 2022
- 2023 أفضل فيلم – أيام الفيلم العربي في أوسلو لفيلم جيران 2023
- 2023 أفضل فيلم – مهرجان سانتياغو دي تشيلي لارجوس الدولي – تشيلي لفيلم جيران 2023
- 2023 جائزة لجنة التحكيم الخاصة – مهرجان السينما الدولي لحقوق الإنسان – برشلونة، إسبانيا لفيلم جيران 2023
- 2023 جائزة نقاد السينما النرويجية – أفضل فيلم – مهرجان هاوغسوند السينمائي الدولي – النرويج لفيلم جيران 2023
- 2023 أفضل فيلم – مهرجان الأمازيغ السينمائي – أكادير، المغرب لفيلم جيران

## روابط خارجية
- مانو خليل على موقع IMDb (الإنجليزية)
- مانو خليل على موقع ألو سيني (الفرنسية)
- مانو خليل على موقع قاعدة بيانات الفيلم (الإنجليزية)
- مانو خليل على موقع كينوبويسك (الروسية)